# Maria Angustias Gimenez Vera
Maria Angustias Gimenez Vera (ur. 21 sierpnia 1849 w Grenadzie, zm. 2 sierpnia 1897 w Sant Boi de Llobregat) – hiszpańska Służebnica Boża Kościoła katolickiego.

## Życiorys
Urodziła się w bardzo religijnej rodzinie. Była słabego zdrowia cierpiała na przewlekłą chorobę serca. Od dziecka dużo modliła się szczególnie do Matki Bożej Najświętszego Serca Pana Jezusa. W 1871 roku poznała i zaprzyjaźniła się z Marią Josefą Recio Martin. W 1877 roku św. Benedykt Menni założył szpital psychiatryczny i wraz z Marią opiekowała się chorymi. W dniu 31 maja 1881 roku wraz z Marią Josefą Recio Martin założyła zgromadzenie Sióstr Najświętszego Serca Szpitala. Zmarła 2 sierpnia 1897 roku z powodu tętniaka aorty w opinii świętości. W 1991 roku rozpoczął się jej proces beatyfikacyjny.